# Mor un altre dia
Mor un altre dia (títol original en anglès Die Another Day) és una pel·lícula britànica de l'any 2002 dirigida per Lee Tamahori que pertany a la sèrie de pel·lícules de James Bond. Aquesta pel·lícula ha estat doblada al català.

## Argument
James Bond, l'agent secret 007, investiga en secret els plans de Zao, el fill del pacifista coronel Moon de l'exèrcit de Corea del Nord. L'MI6 sospita que Zao pugui tenir plans ambiciosos que posin en perill l'estabilitat mundial i aquestes sospites es confirmen quan 007 descobreix que Zao planeja, efectivament, unificar els exèrcits de les dues Corees, atacar Japó i posteriorment, enfrontar-se als Estats Units. Abans que pugui escapar Bond és descobert per Zao qui el captura i tortura. En el seu camí es creua Jinx i Miranda Frost, qui jugaran papers vitals en la seva última aventura. A més, es trobarà amb el maniàtic Gustav Graves i la seva mà dreta el cruel Zao. Mesos després Bond és alliberat i torna a Londres ofès per haver estat abandonat per "M", però aviat ha de tornar al treball al descobrir-se que un misteriós milionari, Gustav Graves, sembla tenir "negocis" amb la gent de Zao i pot ser un gran perill per si mateix, ja que ha creat un satèl·lit capaç de dirigir la llum solar a llocs específics de la Terra. James Bond haurà de posposar els seus plans de venjança per a ocupar-se de truncar els plans de Graves i Zao triant al mateix temps altre dia per a morir.

## Repartiment
- Pierce Brosnan com a James Bond, un agent secret de l'MI6.
- Halle Berry com a Giacinta 'Jinx' Johnson, un agent de la NSA.[3][4]
- Toby Stephens com a Gustav Graves, un emprenedor britànic, alter ego del Coronel Moon (Tan-Sun Moon).
- Rosamund Pike com a Miranda Frost, agent de l'MI6 i agent doble. Segons Pike el personatge està basat en el personatge literari Gala Brand, i el nom del personatge va ser canviat a última hora.
- Rick Yune com a Zao (Tang Lin Zao), un terrorista coreà del nord que treballa per Moon.
- Judi Dench com a M (Olivia Mansfield), el cap de MI6.
- Will Yun Lee com el Coronel Tan-Sun Moon.
- Kenneth Tsang com el General Moon, el pare del Coronel Moon.
- John Cleese de Q.
- Colin Salmon com a Charles Robinson.
- Ho Yi com el director d'un hotel i l'agent especial xinès Chang.
- Rachel Grant com les Fonts Pacífiques del Desig, un agent xinès que treballa per Chang.
- Emilio Echevarría com a Raoul, el director d'una fàbrica de cigars de l'Havana.
- Samantha Bond de Moneypenny, secretària de M.
- Michael Gorevoy com a Vladimir Popov, un científic que fa feina per Gustav Graves.
- Lawrence Makoare com a Mr. Kil.
- Michael Madsen com a Damian Falco, el superior de Jinx a la NSA.
- Vincent Wong com el General Li.
- Joaquin Martinez com el treballador d'una fàbrica de cigars.
- Deborah Moore com una hostessa de línia aèria (Moore és la filla de l'actor que feia de Bond, Roger Moore).
- Madonna com a Verity, un instructor d'esgrima (cameo).

### Rodatge
El rodatge de Die Another Day va començar l'11 de gener de 2002 als estudis de Pinewood. La pel·lícula es va rodar principalment al Regne Unit (Eden Project a la Cornualla), Islàndia, i Cadis. Altres ubicacions són Maui, Hawaii, el desembre de 2001.